# Мінерул (Лупені)
Спортивний клуб «Мінерул» Лупені (рум. CS Minerul Lupeni) — колишній румунський футбольний клуб з Лупені, що існував у 1920—2011 роках.

## Досягнення
- Ліга I
  - Віце-чемпіон: 1927–28
- Ліга II
  - Чемпіон: 1958–59
  - Віце-чемпіон: 1939–40
- Ліга III
  - Чемпіон: 1937–38, 1975–76, 1979–80, 1982–83, 2004–05
  - Віце-чемпіон: 1936–37, 1968–69, 1973–74, 1978–79, 1991–92.